# Skateboard ai Giochi mondiali sulla spiaggia 2019
Le competizioni di skateboard ai Giochi mondiali sulla spiaggia 2019, specialità park, si sono svolte il 14 e il 15 ottobre 2019 nell'Aspire Zone, a Doha. Il 14 ottobre è stata disputata la gara femminile, a cui hanno partecipato 15 atlete provenienti da 9 differenti nazioni, e il giorno successivo ha avuto luogo la gara maschile, che ha visto impegnati 23 atleti provenienti da 18 differenti nazioni.

## Calendario
Il calendario delle gare è stato il seguente:
| ● | Finali |

| Ottobre |    |    |    |    |    |
| 11      | 12 | 13 | 14 | 15 | 16 |
|         |    |    | 1  | 1  |    |

## Podi
| Evento    | Oro              | Prestazione | Argento        | Prestazione | Bronzo             | Prestazione |
| Park      |                  |             |                |             |                    |             |
| Maschile  | Heimana Reynolds | 69.00       | Steven Piñeiro | 65.01       | Alessandro Mazzara | 58.00       |
| Femminile | Sakura Yosozumi  | 38.66       | Kihana Ogawa   | 31.31       | Julia Benedetti    | 24.99       |

## Medagliere
| Posizione | Paese       | Oro | Argento | Bronzo | Totale |
| --------- | ----------- | --- | ------- | ------ | ------ |
| 1         | Giappone    | 1   | 1       | 0      | 2      |
| 2         | Stati Uniti | 1   | 0       | 0      | 1      |
| 3         | Porto Rico  | 0   | 1       | 0      | 1      |
| 5         | Italia      | 0   | 0       | 1      | 1      |
| 5         | Spagna      | 0   | 0       | 1      | 1      |
| Totale    | Totale      | 2   | 2       | 2      | 6      |